# Feint
"Feint" é uma canção da banda holandesa de metal sinfônico Epica, lançada como segundo single do álbum The Phantom Agony em 8 de janeiro de 2004 através da Transmission Records.

## Composição e produção
A letra da canção foi escrita pelo guitarrista e vocalista Mark Jansen, e a música foi composta por Jansen, o guitarrista Ad Sluijter, o tecladista Coen Janssen e a vocalista Simone Simons.
Seu tema lírico refere-se ao político e poeta holandês Pim Fortuyn que foi assassinado em 6 de maio de 2002 pelo esquerdista radical Volkert van der Graaf enquanto concorria à eleição para o parlamento neerlandês de 2002. Van der Graaf alegou ter cometido tal ato para impedir Fortuyn de explorar os muçulmanos como "bode expiatório" e atingir "os membros fracos da sociedade" em busca de poder político.
Sua gravação ocorreu entre janeiro e março de 2003 em estúdios da Alemanha.

## Vídeo musical
Um vídeo musical da canção foi dirigido por Frank Herrebout e lançado em 2004. O clipe mescla cenas da banda tocando em uma catedral, com uma narrativa inspirada no filme alemão Der müde Tod, de 1921, no qual uma mulher suplica à uma figura representativa da morte pela vida de seu filho.

## Perfomances ao vivo
A canção foi tocada ao vivo pela primeira vez no show de estreia da banda em 15 de dezembro de 2002 em Tilburgo, Holanda. Também foi executada durante a passagem da banda pelo Brasil no final de 2005 no programa Pra Você da TV Gazeta, sendo incluída também no DVD We Will Take You With Us (2004).

## Faixas
| N.º            | Título                                             | Letras         | Música                                        | Duração |  |
| 1.             | "Feint"                                            | Mark Jansen    | Jansen Coen Janssen Simone Simons Ad Sluijter | 4:18    |  |
| 2.             | "Feint" (versão do piano)                          | Jansen         | Jansen Janssen Simons Sluijter                | 4:53    |  |
| 3.             | "Triumph of Defeat"                                | instrumental   | Janssen                                       | 3:56    |  |
| 4.             | "Seif al Din (The Embrace That Smothers, Part VI)" | Jansen         | Jansen Sluijter                               | 5:47    |  |
| Duração total: | Duração total:                                     | Duração total: | Duração total:                                | 18:54   |  |

## Créditos

### Banda
- Mark Jansen – guitarra, vocais, arranjos orquestrais
- Ad Sluijter – guitarra
- Coen Janssen – teclado, piano, arranjos orquestrais e do coro
- Yves Huts – baixo
- Simone Simons – vocais
- Jeroen Simons – bateria, percussão

### Músicos convidados
- Amanda Somerville – vocais adicionais, soprano (coro)
- Andreas Pfaff – violino
- André Neygenfind – contrabaixo
- Annie Goebel – soprano (coro), edição e engenharia adicional
- Bridget Fogle – alto (coro)
- Cinzia Rizzo – alto (coro)
- Cordula Rohde – violoncelo
- David Schlage – viola
- Jörn Kellermann – violoncelo
- Marie-Theres Stumpf – viola
- Melvin Edmondsen – baixo (coro)
- Previn Moore – tenor (coro)
- Thomas Glöckner – violino
- Tobias Rempe – violino

### Equipe técnica
- Carsten Drescher – arte da capa, design
- Hans van Vuuren – produção executiva
- Olaf Reitmeier – engenharia, gravação e edição adicional
- Peter van 't Riet – masterização
- Robert Hunecke-Rizzo – arranjos orquestrais
- Sascha Paeth – engenharia, gravação, mixagem, produção